# Sopwith Triplane
Sopwith Triplane – brytyjski jednomiejscowy myśliwiec z okresu I wojny światowej w układzie trójpłatowca zbudowany przez Sopwith Aviation Company. Nazwa oznaczała po angielsku po prostu trójpłatowiec. Popularne nazwy tych maszyn to Tripe oraz Tripehound.

## Historia
Triplane, tak jak poprzedni samolot Sopwitha Pup został zaprojektowany przez Herberta Smitha, który zamierzał zbudować maszynę zapewniającą lepszą widoczność z kabiny, niż w poprzedniku. Drogą do tego było zastąpienie dwóch szerokich, ograniczających widoczność płatów przez trzy węższe. Pierwszy prototyp (numer N500) ukończono 28 maja 1916.

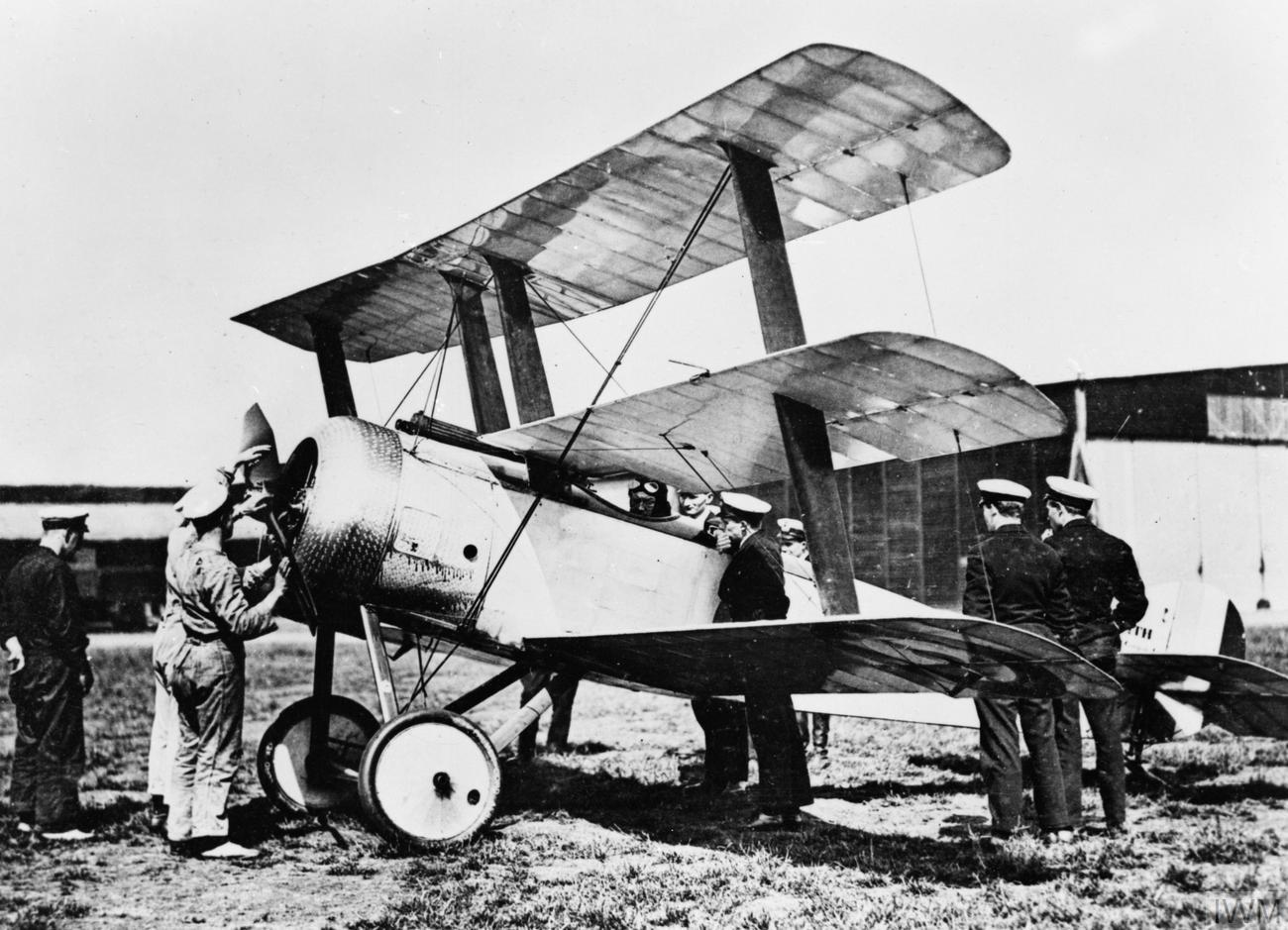
Prototyp Sopwith Triplane

Maszyna miała kadłub od Pupa (chociaż struktura wewnętrzna była odmienna), statecznik pionowy, powierzchnie sterowe i lotki. Zamiast dwóch płatów zastosowano trzy o tej samej rozpiętości, ale za to węższe i krótsze, z lotkami na wszystkich płatach. Taka konstrukcja zapewniała zarazem większą zwrotność oraz prędkość wznoszenia. Jednostką napędową był początkowo 9-cylindrowy silnik rotacyjny Clerget 9Z o mocy 110 KM, ale większość maszyn wyposażono w podobny, ale mocniejszy 130 konny Clerget 9B, przetestowany na drugim prototypie N504 26 sierpnia 1916. Jeden samolot był testowany z silnikiem rotacyjnym Le Rhône o mocy 110 KM, zbudowano też dwa prototypy z silnikami rzędowymi Hispano-Suiza (N509 i N510). Uzbrojenie strzeleckie stanowił jeden zsynchronizowany karabin maszynowy Vickers kalibru .303 cala (7,7 mm) strzelający przez śmigło, umieszczony przed kabiną na górze kadłuba. Jedynie w sześciu maszynach zastosowano eksperymentalnie po dwa równolegle umieszczone karabiny, za cenę niewielkiego spadku osiągów (m.in. w N533 Raya Collishawa).

Silnik Clerget 9B eksponowany w MLP w Krakowie

Pierwszy prototyp Triplane'a (N500) został skierowany w czerwcu 1916 dla oceny na front do 1. Dywizjonu Marynarki i już 1 lipca Roderic Dallas zestrzelił na nim niemiecki samolot rozpoznawczy. Samolot zyskał pozytywne oceny i złożono zamówienia na jego produkcję. Na zamówienie lotnictwa marynarki (RNAS) Sopwith wyprodukował 75 samolotów (N5420-N5492), a następnie dalsze 20 (N6290-N6309), Clayton & Shuttleworth wyprodukował 40 (N5350-N5389), a następnie 6, uzbrojonych w 2 km-y (N533-N538), a Oakley – 3 (N5910-N5912). Zamówienie dalszych 22 samolotów w firmie Oakley anulowano z uwagi na opóźnienia. Anulowano także zamówienia na 100 samolotów w firmie Sopwith i 160 w Clayton & Shuttleworth złożone przez RFC. Łącznie zbudowano 147 egzemplarzy Triplane'a, który był oceniany jako maszyna łatwa i przyjemna w pilotażu charakteryzująca się bardzo dobrymi własnościami lotnymi. Posiadał on tak dobrą stateczność, że w przeciwieństwie do następnej konstrukcji, najpopularniejszego myśliwca Sopwitha Camela, możliwy był lot Triplanem bez trzymania drążka sterowego.
Chociaż Triplane był zwrotniejszy i szybciej nabierał wysokości, to jego prędkość nurkowania była niższa niż maszyn niemieckich, a słabo usztywnione skrzydła czasami składały się podczas szybkiego nurkowania. Główną wadą w porównaniu z niemieckimi myśliwcami było jedynie słabsze uzbrojenie, w postaci tylko jednego karabinu maszynowego. Mimo to, Triplane był nieco lepszy od najlepszego ówczesnego myśliwca niemieckiego Albatros D.III, a jego pojawienie się było dużym szokiem dla Niemców, którzy rozpoczęli wówczas intensywne prace nad własnymi trójpłatowcami. Niedługo potem pojawił się pierwszy udany niemiecki trójpłatowiec Fokker Dr.I, który mimo zewnętrznego podobieństwa był całkowicie inną konstrukcją.

## Służba
Seryjne samoloty Sopwith Triplane wchodziły od listopada 1916 do służby w lotnictwie brytyjskiej marynarki Royal Navy (Royal Naval Air Service – RNAS) i w małej liczbie (16 sztuk) – lotnictwie marynarki francuskiej. Brytyjskie lotnictwo Royal Flying Corps początkowo także zamówiło 106 Triplane, lecz ostatecznie anulowało zamówienie, w zamian za francuskie SPAD S.VII, zamówione pierwotnie przez RNAS. 

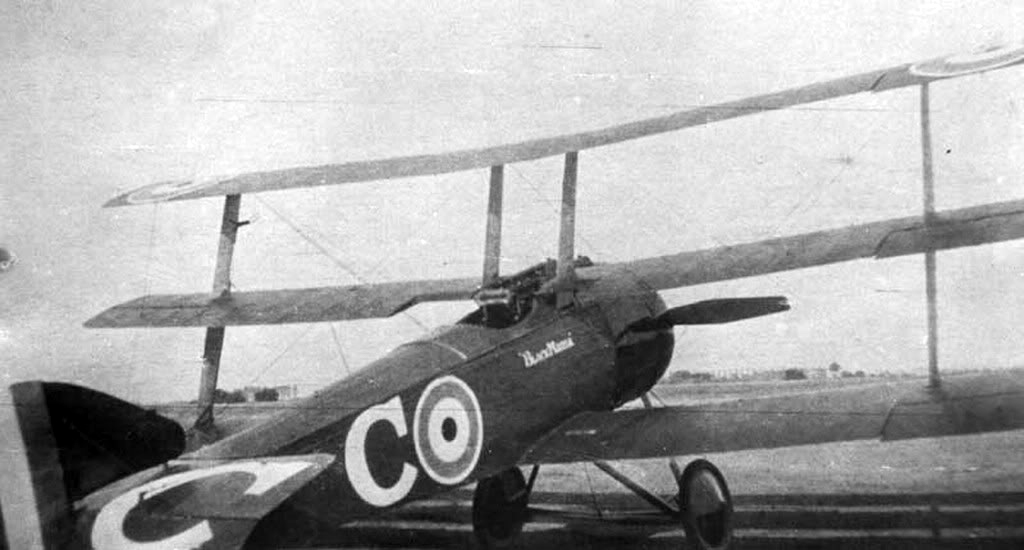
Triplane N533 Raya Collishawa

Samoloty Triplane weszły do służby operacyjnej pod koniec 1916, a zostały po raz pierwszy użyte na froncie we Francji od lutego 1917, przez 1. Dywizjon RNAS i lotnictwo marynarki francuskiej. Następnie weszły na wyposażenie także walczących we Francji 8., 9. i 10. Dywizjonów RNAS, a w niewielkich ilościach – 11. i 12. Dywizjonów. Były także używane w jednostkach obrony Wysp Brytyjskich, a jeden samolot (N5431) – w 2. Skrzydle RNAS w Grecji (pilotowany m.in. przez Johna Alcocka). Największe sukcesy na Triplane'ach święcili piloci dowodzonej przez kanadyjskiego asa myśliwskiego Raymonda Collishawa Eskadry 'B' z 10. Dywizjonu Marynarki, nazywanej Black Flight, którzy w trzy miesiące od czerwca do sierpnia zestrzelili 87 maszyn wroga. Eskadra ta składała się tylko z pięciu pilotów, a sam Collishaw zestrzelił na Triplane 34 wrogie samoloty. Drugim spośród asów latających na tym samolocie był Robert Little (24 zwycięstwa)
Już jesienią 1917 roku myśliwce Triplane zaczęły być wycofywane ze służby, zastąpione przez nowsze Sopwith Camel.
Zachowane są tylko dwa oryginalne Sopwith Triplane'y: N5912 w RAF Museum w Hendon w Wielkiej Brytanii oraz N5486 w muzeum w Monino w Rosji, który był jedynym samolotem tego typu dostarczonym do Rosji dla oceny w maju 1917 (używany był później przez bolszewików i lotnictwo radzieckie). Oprócz tego istnieje kilka replik Triplane.